# Adam Ferency

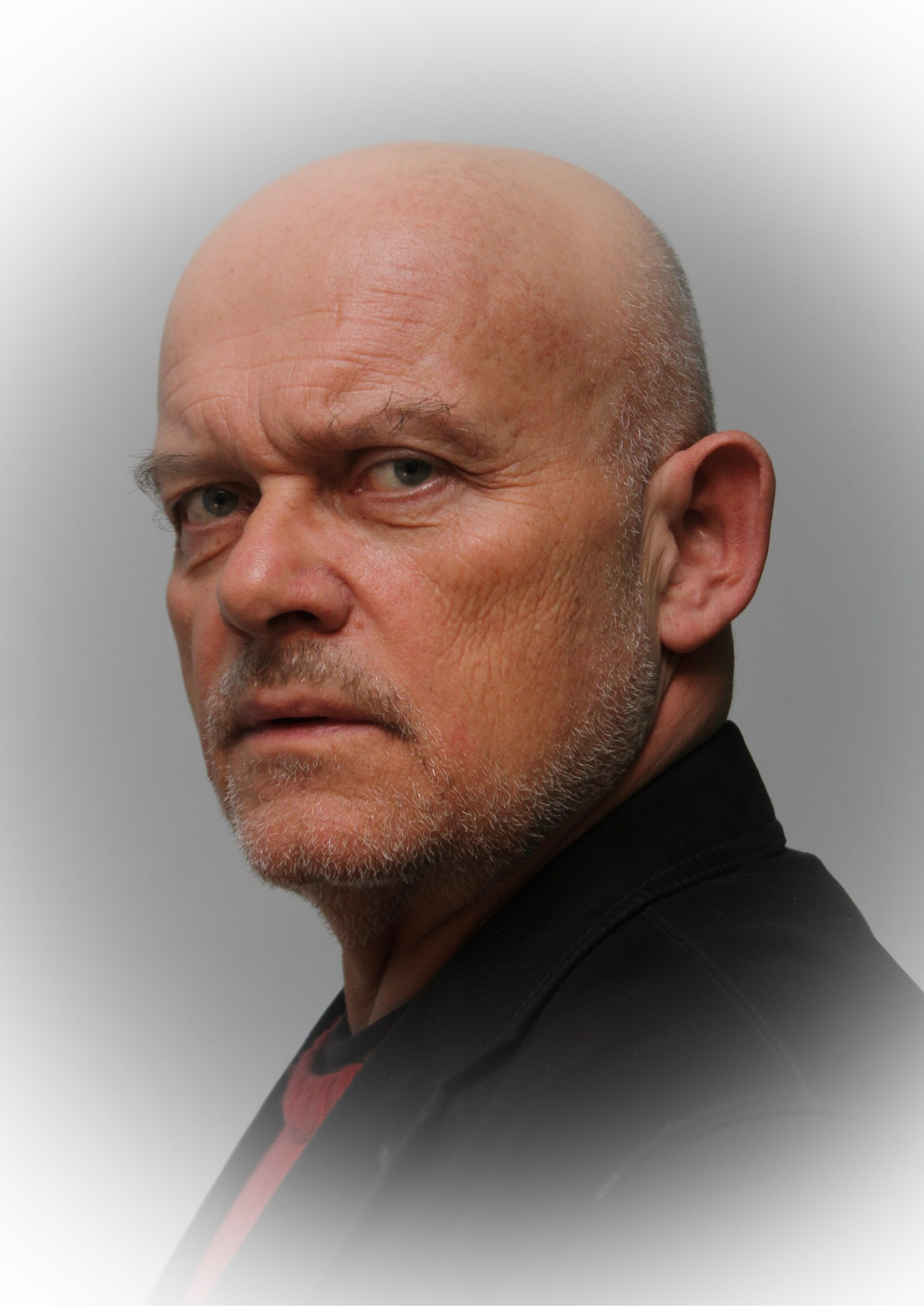
Adam Ferency podczas realizacji słuchowiska Gate 2012–2013

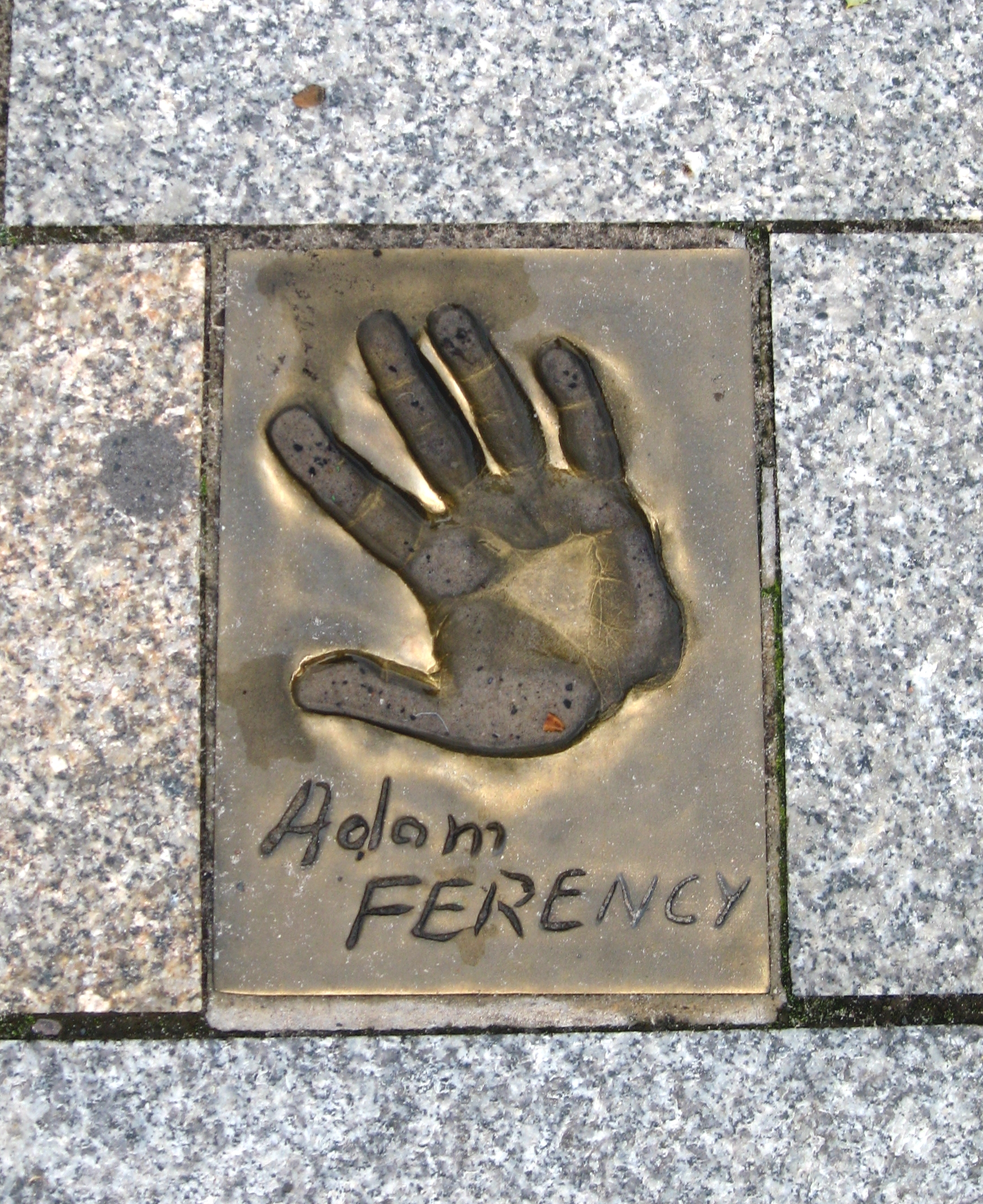
Odciśnięta dłoń w Alei Gwiazd w Międzyzdrojach

Adam Ferency (ur. 5 października 1951 w Warszawie) – polski aktor, lektor filmowy i teatralny oraz reżyser teatralny.

## Życiorys
Jest absolwentem VI Liceum Ogólnokształcącego im. Tadeusza Reytana w Warszawie (1969). W roku 1976 ukończył PWST w Warszawie, a następnie zadebiutował przed kamerami rolą milicjanta w pierwszym odcinku serialu 07 zgłoś się. Był asystentem Aleksandry Śląskiej. Przez wiele lat występował na deskach warszawskich teatrów na Woli i Współczesnego. Od 1994 jest aktorem Teatru Dramatycznego.
W 1993 roku wystawił w Teatrze Współczesnym sztukę Hollywood, Hollywood Davida Mameta. Był to jego debiut reżyserski.

## Życie prywatne
Z Małgorzatą Dziewulską ma syna Antoniego i córkę. Ze związku z aktorką Patrycją Soliman ma córkę Franciszkę. Deklaruje się jako ateista. W lutym 2016 przeszedł zawał mięśnia sercowego, na skutek którego przez 10 minut znajdował się w stanie śmierci klinicznej.

## Filmografia

### Filmy
- 1976: Zdjęcia próbne jako uczestnik zdjęć próbnych zastępujący Pawła
- 1976: Niedzielne dzieci jako przyjaciel Bilskiego
- 1977: Akcja pod Arsenałem jako Heniek Ostrowski
- 1978: Wsteczny bieg jako Kazik, przyjaciel Stefana
- 1978: Aktorzy prowincjonalni jako maszynista Adaś
- 1978: Koty to dranie jako Marek Sypniewski, wnuk Władysława
- 1979: Wędrujący cień jako Adam Sobolewski, mąż Anny
- 1980: Ukryty w słońcu jako pijak w barze
- 1980: Gorączka jako Wojtek Kiełza
- 1981: Zderzenie jako lekarz
- 1981: Wierne blizny jako Roman, szwagier Madejskiego
- 1981: Przypadek jako ksiądz
- 1981: Książę jako Adaś, kolega „Księcia”
- 1981: Dziecinne pytania jako Miś
- 1981: Człowiek z żelaza jako stoczniowiec
- 1982: Wigilia ’81 jako kolega Witka
- 1982: Odwet jako Świdryga
- 1982: Matka Królów jako Zenon
- 1982: Przesłuchanie jako por. Tadeusz Morawski, oficer UB
- 1983: Planeta krawiec jako Duda
- 1983: Nadzór jako Adam Małosz
- 1984: Zabawa w chowanego jako szatniarz w lokalu
- 1984: Wszystko powiem Lilce! jako „niedorozowinięty”
- 1984: O-bi, o-ba. Koniec cywilizacji jako „smutny”
- 1984: Bez końca jako „Rumcajs”, działacz opozycji
- 1984: 111 dni letargu jako więzień Sikorski
- 1985: Rośliny trujące jako „Śmiech”
- 1985: Jezioro Bodeńskie jako Jasiek Paluch
- 1986: Zygfryd jako Emil
- 1986: Weryfikacja jako Łukasz, redaktor naczelny „Tygodnika”
- 1987: Sala nr 6 jako doktor Chobotowski
- 1987: Opowiadanie wariackie jako lekarz
- 1987: Dondula
- 1987: Cyrk odjeżdża jako Wincenty Chamroń, treser koni
- 1988: Zmowa jako Władysław Sitek
- 1988: Pięć minut przed gwizdkiem jako „handlarz nóg”
- 1989: Czarny wąwóz jako Roman Zalewski
- 1990: Pożegnanie jesieni jako znajomy księcia Łohoyskiego
- 1990: Pogrzeb kartofla jako Gorzelak
- 1990: Kanalia jako prystaw Jegorow
- 1990: Jan Kiliński jako Jan Kiliński
- 1992: On wierzył w Polskę... − narrator
- 1993: Rozmowa z człowiekiem z szafy jako szef kuchni
- 1993: Człowiek z... jako rzeźbiarz Pazdura
- 1994: Diabelska edukacja jako lekarz
- 1995: Pułkownik Kwiatkowski jako pułkownik Kizior, oficer UB
- 1995: Awantura w Chioggi jako Antonino
- 1995: Kamień na kamieniu jako ojciec Szymona i Michała
- 1996: Nocne graffiti jako „Literat”
- 1996: Dzieci i ryby jako pasażer w pociągu
- 1997: Polowanie jako tato Alika
- 1997: Musisz żyć jako Witold
- 1998: Złoto dezerterów jako Zenon Pisur
- 1999: Torowisko jako hydraulik Staszek
- 1999: Operacja „Koza” jako Rozwaniec
- 1999: Ogniem i mieczem jako Islam III Girej, chan krymski
- 1999: Fuks jako biznesmen Tadeusz Bagiński, ojciec Aleksa
- 2000: Enduro Bojz jako komisarz
- 2001: Eukaliptus jako szeryf John Grzbiet
- 2003: Pornografia jako Witold
- 2003: Koniec wakacji jako Jerzy, mąż Anny
- 2006: Palimpsest jako „Malinowski”
- 2006: Jasminum jako ojciec Kleofas
- 2008: Kierowca jako Marek, ojciec Ani
- 2009: Piksele jako starszy policjant
- 2011: Izolator jako policjant Grottger
- 2011: 80 milionów jako arcybiskup Henryk Gulbinowicz
- 2011: 1920 Bitwa warszawska jako czekista Bykowski
- 2012: Big Love jako prokurator
- 2013: Walizka jako Fransua Żako; Pantofelnik
- 2014: Skutki uboczne jako Janek
- 2016: Za niebieskimi drzwiami jako lekarz
- 2018: Zimna wojna jako minister
- 2022: Prorok jako Władysław Gomułka
- 2024: Spadek jako lokaj Władysława

### Seriale
- 1976: 07 zgłoś się jako milicjant (odc. 1)
- 1977: Polskie drogi jako Lutek Szymkowski (odc. 7)
- 1980: Punkt widzenia jako „Łysy”
- 1981: Przyjaciele (odc. 4 i 5)
- 1981: Najdłuższa wojna nowoczesnej Europy jako Marceli Marecki (odc. 4-6)
- 1984: Rozalka Olaboga jako Kwiecień, ojciec Klimka
- 1986: Zmiennicy jako milicjant Borkowski
- 1987: Dorastanie jako Stefan
- 1988: Królewskie sny jako Zbigniew Oleśnicki
- 1990: Napoleon jako Duroc (odc. 2 i 5)
- 1994: Bank nie z tej ziemi jako duch majora Gerta z UB
- 1995: Sukces jako Knapik, współwłaściciel Fabryki Naczyń Emaliowanych w Spychowie (odc. 8 i 9)
- 1996–1997: Dom jako Lejczer, sekretarz KC PZPR, ojciec Gosi (odc. 13, 14 i 17)
- 1997: Boża podszewka jako Broniś Jurewicz
- 1998–2010: Złotopolscy jako Marcel
- 1998: Ekstradycja 3 jako Jean Pierre Mega vel Antoni Fiduk
- 1999: Policjanci jako Musiał „Łaskawca” (odc. 7)
- 2000: Twarze i maski jako Wiktor Szamot (odc. 3 i 4)
- 2000: Świat według Kiepskich jako agent "Arbuz" (odc. 33)
- 2000: Przeprowadzki jako generał gubernator Jegorow (odc. 2 i 3)
- 2000: Ogniem i mieczem jako chan tatarski
- 2000: Izabela jako dentysta (odc. 2)
- 2001: Marszałek Piłsudski jako działacz PPS (odc. 4)
- 2002–2003: Gorący temat jako komisarz Karat
- 2003: Na dobre i na złe jako Frąckowiak (odc. 142)
- 2004: Talki z resztą jako prezes Marek Jouaux (odc. 1, 2 i 4)
- 2004−2008: Kryminalni jako patolog Maksymilian Opaliński
- 2005–2009: Niania jako kamerdyner Konrad
- 2005: Boża podszewka II jako Broniś Jurewicz, brat Marysi (odc. 3 i 6)
- 2006: Dylematu 5 jako senator
- 2008: Na Wspólnej jako Konrad z serialu Niania (odc. 1000)
- 2011: Układ warszawski jako Artur Kosecki „Kosa”
- 2011: Ojciec Mateusz jako Wiktor Łapkiewicz, właściciel kasyna (odc. 65)
- 2012–2013: M jak miłość jako redaktor naczelny, szef Kingi i Mirki
- 2013: Głęboka woda jako profesor Konstanty Zalewski (odc. 24)
- 2013–2014: Piąty Stadion jako Stefan Bączyk, prezes „Wólki Kościelnej”
- 2017: Miasto skarbów jako Moryc Sharon
- 2019: Motyw jako Jerzy „Wujo” Wujczak
- 2019: Stulecie Winnych jako Stanisław Wilhelm Lilpop
- 2020: W głębi lasu jako policjant Lubelski
- 2020: Król jako Felicjan Sławoj Składkowski

{{Układ wielokolumnowy}} Nieprawidłowe/puste pola: "szerokość".

### Polski dubbing
- 1976: Ja, Klaudiusz jako Brytanik
- 1978: Był sobie człowiek jako narrator
- 1983: Dookoła świata z Willym Foggiem −
  - Parsy – opiekun słonia (odc. 7-8, 10),
  - woźnica (odc. 15),
  - Król Hawajów (odc. 16),
  - baloniarz z Madrytu (odc. 17)
- 1985–1991: Gumisie jako Czami
- 1987: Na srebrnym globie jako kapłan
- 1988: Gandahar jako Metamorf
- 1990: Życie za życie. Maksymilian Kolbe jako Jan Tytz, uciekinier z Oświęcimia
- 1990–1994: Super Baloo jako pułkownik Szpunt
- 1992: Film pod strasznym tytułem
- 1994: Strażnik pierwszej damy jako prezydent
- 1994: Siostro, moja siostro
- 1995: Wallace i Gromit: Golenie owiec jako Wallace
- 1997: Ostatni rozdział jako Magnus
- 1998: Wielki Joe jako Strosser
- 1998: Olinek Okrąglinek jako tata
- 1999: Odwrócona góra albo film pod strasznym tytułem jako Gig
- 2001: W pustyni i w puszczy jako Gebhr
- 2001: Shrek jako lord Farquaad
- 2001: Rudolf czerwononosy renifer i wyspa zaginionych zabawek jako bałwan
- 2003: Świątynia pierwotnego zła jako Jaroo Szarokij
- 2003: Opowieść o Zbawicielu jako narrator
- 2003: Shrek 3-D jako duch lorda Farquaada
- 2004: Bionicle 2: Legendy Metru Nui jako Turaga Dume
- 2004: 7 krasnoludków – historia prawdziwa jako narrator
- 2004: Ekspres polarny jako Święty Mikołaj / tata
- 2004: Legenda telewizji jako Champ Kind
- 2005: Zebra z klasą jako kucyk Tadzik
- 2005: Batman kontra Drakula jako pingwin
- 2005: Czerwony Kapturek – prawdziwa historia jako Nicky Flippers
- 2006: Imp jako Imp
- 2006: Happy Wkręt jako czarodziej
- 2006: Auta jako Marek Marucha
- 2006: 7 krasnoludków: Las to za mało – historia jeszcze prawdziwsza jako narrator
- 2006: Skok przez płot jako Verne
- 2007: Simpsonowie: Wersja kinowa jako Russ Cargil
- 2007: Shrek Trzeci
- 2008: Tajemnica Rajskiego Wzgórza jako De Noir
- 2008: Opowieści z Narnii: Książę Kaspian jako Zuchon
- 2008: Speed Racer jako Royalton
- 2009: Planeta 51 jako generał Grawl
- 2010: Miś Yogi jako miś Yogi
- 2010: Żółwik Sammy jako dziadek Sammy
- 2012: Dino mama jako Sarco
- 2012: Frankenweenie jako pan Burgemeister
- 2014: Sarila jako Angakok
- 2015: Avengers: Czas Ultrona jako Ultron
- 2017: Auta 3 jako Marek Marucha
- 2019: Gwiezdne wojny: Skywalker. Odrodzenie jako Imperator Palpatine

## Audiobooki
- Ray Bradbury, Kroniki marsjańskie. Człowiek ilustrowany. Złociste jabłka słońca (2018)
- Jaroslav Hašek, Przygody dobrego wojaka Szwejka (jako porucznik Lukasz)
- Michaił Bułhakow, Mistrz i Małgorzata
- Andrzej Sapkowski, Trylogia husycka jako Prokop Goły (2012)
- Albert Camus, Dżuma (2011)
- Jacek Dąbała, Ryzykowny pomysł (2011)
- Henning Mankell, Mężczyzna, który się uśmiechał (2010)
- Marcin Ciszewski, Major
- Leopold Tyrmand, Zły
- Jacek Dukaj, Xavras Wyżryn i inne fikcje narodowe (2004)
- Stanisław Lem, Kongres futurologiczny (2008)

## Słuchowiska
- 2012: Gate 2012–2013 Teatru Tworzenia, premiera w Polskim Radiu Pomorza i Kujaw[6]

## Nagrody
- Kanalia – Złote Lwy w kategorii najlepsza rola męska na FPFF Gdynia (1991)
- nagroda Wielki Splendor (2000)[7]